# Selnica ob Muri
Selnica ob Muri este o localitate din comuna Šentilj, Slovenia, cu o populație de 1.077 de locuitori.